# Медейрос, Гленн
Гленн Меде́йрос (англ. Glenn Medeiros, род. 24 июня 1970) — американский певец и автор песен португальского происхождения, достигший успеха в хит-парадах в конце 1980-х — начале 1990-х годов.
В США его крупнейшим хитом была ритм-н-блюзовая танцевальная композиция «She Ain’t Worth It», в которой принял участие Бобби Браун (1990 год, 2 недели на 1 месте в США). В целом же в мире (например, в Европе) он более известен по своему первому хиту «Nothing’s Gonna Change My Love For You» (4 недели на 1 месте в Великобритании в июле 1988 года, 1 место также во Франции и в Нидерландах), являющемуся кавер-версией одноимённой песни Джорджа Бенсона.
Музыкальный сайт AllMusic характеризует его как «красивого подростка типажа „мальчика с постера“», который большей частью производил приторную «сентиментальщину» — любовные баллады — хотя «также ответвлялся и в более жесткие, более фанковые стили».
По окончании музыкальной карьеры работал учителем американской истории в католической средней школе Maryknoll School в своём родном городе Гонолулу на Гавайях. В феврале 2013 года был назначен в ней заместителем директора.

## Дискография
- См. статью «Glenn Medeiros § Discography» в английском разделе.